# 스메예바켄시

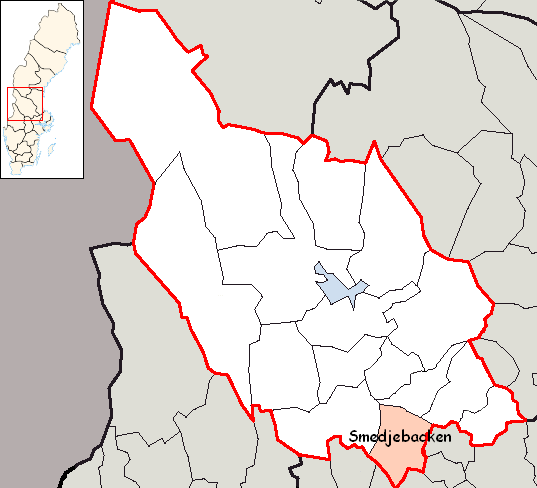
스메예바켄 시의 위치

스메예바켄시(스웨덴어: Smedjebackens kommun)는 스웨덴 달라르나주에 위치한 지방 자치체로 행정 중심지는 스메예바켄이며 면적은 1,057.81km2, 인구는 10,909명(2016년 12월 31일 기준), 인구 밀도는 10명/km2이다.

시 문장